# Tsubasa wa iranai
„Tsubasa wa iranai” (jap. 翼はいらない) – czterdziesty czwarty singel japońskiego zespołu AKB48, wydany w Japonii 1 czerwca 2016 roku przez You! Be Cool.
Singel został wydany w siedmiu edycjach: trzech regularnych i trzech limitowanych (Type A, Type B, Type C) oraz „teatralnej” (CD). Pierwsza edycja regularna zawierała dodatkowo kartę do głosowania na członkinie mające pojawić się w kolejnym singlu. Osiągnął 1 pozycję w rankingu Oricon i pozostał na liście przez 14 tygodni. Singel zdobył status podwójnej płyty Milion.
Utwór „Kimi wa doko ni iru?” (jap. 君はどこにいる?), wykonywany przez NGT48, który został wydany w wersji teatralnej singla jest wykorzystany jako czołówka serialu live action Higurashi no naku koro ni (jap. ひぐらしのなく頃に) wyemitowanego w 2016 roku.

## Lista utworów
Wszystkie utwory zostały napisane przez Yasushiego Akimoto.

### Type A
| CD | CD                                                                       | CD              | CD              | CD      |
| Nr | Tytuł utworu                                                             | Kompozycja      | Aranżacja       | Długość |
| -- | ------------------------------------------------------------------------ | --------------- | --------------- | ------- |
| 1. | „Tsubasa wa iranai” (jap. 翼はいらない)                                  | Makoto Wakatabe | Makoto Wakatabe | 4:35    |
| 2. | „Set me free” (wyk. Team A)                                              | Yoshimasa Inoue | Yoshimasa Inoue | 3:29    |
| 3. | „Koi o suru to baka o miru” (jap. 恋をすると馬鹿を見る) (wyk. Team B)    | Tadashi Tsukida | Tadashi Tsukida | 4:21    |
| 4. | „Tsubasa wa iranai” (jap. 翼はいらない) (off vocal ver.)                 | Makoto Wakatabe | Makoto Wakatabe | 4:35    |
| 5. | „Set me free” (off vocal ver.)                                           | Yoshimasa Inoue | Yoshimasa Inoue | 3:29    |
| 6. | „Koi o suru to baka o miru” (jap. 恋をすると馬鹿を見る) (off vocal ver.) | Tadashi Tsukida | Tadashi Tsukida | 4:21    |

| DVD | DVD                                                                                               | DVD     |
| Nr  | Tytuł utworu                                                                                      | Długość |
| --- | ------------------------------------------------------------------------------------------------- | ------- |
| 1.  | „Tsubasa wa iranai” (jap. 翼はいらない) (Music Video)                                             | 5:46    |
| 2.  | „Set me free” (Music Video)                                                                       | 3:36    |
| 3.  | „Koi o suru to baka o miru” (jap. 恋をすると馬鹿を見る) (Music Video)                             | 5:51    |
| 4.  | „Nakanishi Chiyori busu series „Busu no omoide.”” (jap. 中西智代梨ブスシリーズ「ブスの想い出。」) |         |

### Type B
| CD | CD                                                       | CD              | CD              | CD      |
| Nr | Tytuł utworu                                             | Kompozycja      | Aranżacja       | Długość |
| -- | -------------------------------------------------------- | --------------- | --------------- | ------- |
| 1. | „Tsubasa wa iranai” (jap. 翼はいらない)                  | Makoto Wakatabe | Makoto Wakatabe | 4:35    |
| 2. | „Set me free” (wyk. Team A)                              | Yoshimasa Inoue | Yoshimasa Inoue | 3:29    |
| 3. | „Kangaeru hito” (jap. 考える人) (wyk. Team 4)            | Yūsuke Itagaki  | Yūsuke Itagaki  | 3:53    |
| 4. | „Tsubasa wa iranai” (jap. 翼はいらない) (off vocal ver.) | Makoto Wakatabe | Makoto Wakatabe | 4:35    |
| 5. | „Set me free” (off vocal ver.)                           | Yoshimasa Inoue | Yoshimasa Inoue | 3:29    |
| 6. | „Kangaeru hito” (jap. 考える人) (off vocal ver.)         | Yūsuke Itagaki  | Yūsuke Itagaki  | 3:53    |

| DVD | DVD | DVD     |
| Nr  | Tytuł utworu | Długość |
| --- | --- | ------- |
| 1.  | „Tsubasa wa iranai” (jap. 翼はいらない) (Music Video) | 5:46    |
| 2.  | „Set me free” (Music Video) | 3:36    |
| 3.  | „Kangaeru hito” (jap. 考える人) (Music Video) | 4:26    |
| 4.  | „Shuku Takahashi Minami sotsugyō „148.5cm no mita yume” in Yokohama Stadium Digest” (jap. 祝 高橋みなみ卒業 "148.5cmの見た夢" in 横浜スタジアム ダイジェスト) |         |

### Type C
| CD | CD                                                                | CD              | CD                   | CD      |
| Nr | Tytuł utworu                                                      | Kompozycja      | Aranżacja            | Długość |
| -- | ----------------------------------------------------------------- | --------------- | -------------------- | ------- |
| 1. | „Tsubasa wa iranai” (jap. 翼はいらない)                           | Makoto Wakatabe | Makoto Wakatabe      | 4:35    |
| 2. | „Aishū no Trumpeter” (jap. 哀愁のトランペッター) (wyk. Team K)    | Kōhei Wada      | Kōhei Wada           | 4:17    |
| 3. | „Yume e no Route” (jap. 夢へのルート) (wyk. Team 8)               | Daisuke Toyama  | Yūichi "Masa" Nonaka | 4:00    |
| 4. | „Tsubasa wa iranai” (jap. 翼はいらない) (off vocal ver.)          | Makoto Wakatabe | Makoto Wakatabe      | 4:35    |
| 5. | „Aishū no Trumpeter” (jap. 哀愁のトランペッター) (off vocal ver.) | Kōhei Wada      | Kōhei Wada           | 4:17    |
| 6. | „Yume e no Route” (jap. 夢へのルート) (off vocal ver.)            | Daisuke Toyama  | Yūichi "Masa" Nonaka | 4:00    |

| DVD | DVD                                                                         | DVD     |
| Nr  | Tytuł utworu                                                                | Długość |
| --- | --------------------------------------------------------------------------- | ------- |
| 1.  | „Tsubasa wa iranai” (jap. 翼はいらない) (Music Video)                       | 5:46    |
| 2.  | „Aishū no Trumpeter” (jap. 哀愁のトランペッター) (Music Video)              | 4:31    |
| 3.  | „Yume e no Route” (jap. 夢へのルート) (Music Video)                         | 4:49    |
| 4.  | „Tsubasa wa iranai -Kanzen-ban-” (jap. 翼はいらない -完全版-) (Music Video) |         |

### Wer. teatralna
| CD | CD                                                                | CD              | CD              | CD      |
| Nr | Tytuł utworu                                                      | Kompozycja      | Aranżacja       | Długość |
| -- | ----------------------------------------------------------------- | --------------- | --------------- | ------- |
| 1. | „Tsubasa wa iranai” (jap. 翼はいらない)                           | Makoto Wakatabe | Makoto Wakatabe | 4:35    |
| 2. | „Aishū no Trumpeter” (jap. 哀愁のトランペッター) (wyk. Team K)    | Kōhei Wada      | Kōhei Wada      | 4:17    |
| 3. | „Kimi wa doko ni iru?” (jap. 君はどこにいる?) (wyk. NGT48)        | Shintarō Itō    | Makoto Wakatabe | 4:21    |
| 4. | „Tsubasa wa iranai” (jap. 翼はいらない) (off vocal ver.)          | Makoto Wakatabe | Makoto Wakatabe | 4:35    |
| 5. | „Aishū no Trumpeter” (jap. 哀愁のトランペッター) (off vocal ver.) | Kōhei Wada      | Kōhei Wada      | 4:17    |
| 6. | „Kimi wa doko ni iru?” (jap. 君はどこにいる?) (off vocal ver.)    | Shintarō Itō    | Makoto Wakatabe | 4:21    |

## Skład zespołu
| „Tsubasa wa iranai” |
| --- |
| - AKB48 Team A: Anna Iriyama, Shizuka Ōya, Haruna Kojima, Haruka Shimazaki, Yui Hiwatashi, Miho Miyazaki, Yui Yokoyama - AKB48 Team K: Mion Mukaichi (środek), Minami Minegishi, Tomu Mutō - AKB48 Team B: Ryōka Ōshima, Rena Katō, Yuria Kizaki, Mayu Watanabe - AKB48 Team B / NGT48 Team NIII: Yuki Kashiwagi - AKB48 Team 4: Nana Okada, Saya Kawamoto, Mako Kojima, Juri Takahashi - AKB48 Team 8 / AKB48 Team A: Nanami Yamada - SKE48 Team S: Jurina Matsui - SKE48 Team S / AKB48 Team 4: Ryōha Kitagawa - SKE48 Team E: Rara Gotō - NMB48 Team N: Ririka Sutō - NMB48 Team N / AKB48 Team K: Sayaka Yamamoto - NMB48 Team M / AKB48 Team A: Miru Shiroma - HKT48 Team H: Rino Sashihara - HKT48 Team H / AKB48 Team K: Haruka Kodama - HKT48 Team KIV / AKB48 Team A: Sakura Miyawaki - NGT48 Team NIII: Minami Katō, Rie Kitahara, Moeka Takakura |

| „Set me free” |
| --- |
| - AKB48 Team A: Anna Iriyama, Shizuka Ōya, Nana Ōwada, Mayu Ogasawara, Natsuki Kojima, Haruna Kojima, Yukari Sasaki, Haruka Shimazaki, Kayoko Takita, Megu Taniguchi, Chiyori Nakanishi, Mariko Nakamura, Rina Hirata, Yui Hiwatashi, Ami Maeda, Miho Miyazaki, Yui Yokoyama - AKB48 Team 8 / AKB48 Team A: Nanami Yamada - NMB48 Team M / AKB48 Team A: Miru Shiroma - HKT48 Team KIV / AKB48 Team A: Sakura Miyawaki (środek) |

| „Koi o suru to baka o miru” |
| --- |
| - AKB48 Team B: Rena Katō (środek), Yuria Kizaki (środek), Ayano Umeda, Ryōka Ōshima, Moe Gotō, Miyu Takeuchi, Makiho Tatsuya, Miku Tanabe, Seina Fukuoka, Ma Chia-ling, Aeri Yokoshima, Mayu Watanabe - AKB48 Team 8 / AKB48 Team B: Nagisa Sakaguchi - NMB48 Team BII / AKB48 Team B: Miyuki Watanabe - HKT48 Team H / AKB48 Team B: Nako Yabuki - AKB48 Team B / NGT48 Team NIII: Yuki Kashiwagi |

| „Kangaeru hito” |
| --- |
| - AKB48 Team 4: Nana Okada (środek), Mako Kojima (środek), Miyabi Iino, Rina Izuta, Saho Iwatate, Rio ŌKawa, Miyū Ōmori, Ayaka Okada, Saya Kawamoto, Saki Kitazawa, Haruka Komiyama, Kiara Satō, Juri Takahashi, Miki Nishino, Rena Nozawa, Yuiri Murayama - SKE48 Team S / AKB48 Team 4: Ryōha Kitagawa - NMB48 Team BII / AKB48 Team 4: Nagisa Shibuya - HKT48 Team KIV / AKB48 Team 4: Mio Tomonaga |

| „Aishū no Trumpeter” |
| --- |
| - AKB48 Team K: Mion Mukaichi (środek), Moe Aigasa, Maria Abe, Haruka Ishida, Manami Ichikawa, Ayana Shinozaki, Haruka Shimada, Hinana Shimoguchi, Yūka Tano, Chisato Nakata, Nana Fujita, Minami Minegishi, Tomu Mutō, Shinobu Mogi, Ami Yumoto - AKB48 Team 8 / AKB48 Team K: Ikumi Nakano - NMB48 Team N / AKB48 Team K: Sayaka Yamamoto - HKT48 Team H / AKB48 Team K: Haruka Kodama - SNH48 Team SII / AKB48 Team K: Mariya Suzuki |

| „Yume e no Route” |
| --- |
| - AKB48 Team 8: Yui Yokoyama, Hijiri Tanikawa, Nanami Satō, Tsumugi Hayasaka, Akari Satō, Kasumi Mougi, Rin Okabe, Hitomi Honda, Maria Shimizu, Ayane Takahashi, Nanase Yoshikawa, Yui Oguri, Erina Oda, Shiori Satō, Ayaka Hidaritomo, Natsuki Fujimura, Yuri Yokomichi, Yūna Hattori, Ai Yamamoto, Haruna Hashimoto, Reina Kita, Kurena Chō, Moeri Kondō, Serika Nagano, Nao Ōta, Ruka Yamamoto, Momoka Ōnishi, Sayuna Hama, Mei Abe, Kotone Hitomi, Yūri Tani, Miu Shitao, Riona Hamamatsu, Yurina Gyōten, Kaoru Takaoka, Natsuki Hirose, Karen Yoshida, Rena Fukuchi, Moeka Iwasaki, Narumi Kuranoo, Miyu Yoshino, Moka Yaguchi, Karin Shimoaoki, Rira Miyazato - AKB48 Team 8 / AKB48 Team A: Nanami Yamada (środek) - AKB48 Team 8 / AKB48 Team K: Ikumi Nakano - AKB48 Team 8 / AKB48 Team B: Nagisa Sakaguchi Akari Satō, Natsuki Fujimura i Yūna Hattori uczestniczyły w nagraniu piosenki, ale nie pojawiły się w teledysku. |

| „Kimi wa doko ni iru?” |
| --- |
| - NGT48 Team NIII: Yuka Ogino, Tsugumi Oguma, Minami Katō, Rie Kitahara, Anju Satō, Riko Sugahara, Moeka Takakura, Ayaka Tano, Rika Nakai, Marina Nishigata, Rena Hasegawa, Hinata Honma, Fūka Murakumo, Maho Yamaguchi, Noe Yamada - AKB48 Team B / NGT48 Team NIII: Yuki Kashiwagi - NGT48 Kenkyūsei: Yuria Ōtaki, Yuria Kado, Aina Kusakabe, Reina Seiji, Mau Takahashi, Ayuka Nakamura, Miharu Nara, Nishimura Nanako, Ayaka Mizusawa, Aya Miyajima |

## Notowania
| Lista                             | Pozycja |
| --------------------------------- | ------- |
| Oricon Weekly Singles Chart       | 1       |
| Oricon Yearly Singles Chart       | 1       |
| Billboard Japan Hot 100           | 1       |
| Billboard Japan Hot Singles Sales | 1       |

## Sprzedaż
| Dane wg         | Sprzedaż   |
| --------------- | ---------- |
| Oricon          | 1 519 387  |
| Billboard Japan | 2 507 403+ |